# Государственный университет просвещения
Госуда́рственный университе́т просвеще́ния («Просвет») — высшее учебное заведение в Москве и Московской области. Основан в 1931 году. В 1957—1991 годах — Московский областной педагогический институт (МОПИ) имени Н. К. Крупской.

## История
В 1826 году усадьба, в которой ныне располагается главный корпус ГУП, была передана «Дому трудолюбия для воспитания бедных девиц», который выполнял функции учебного заведения для молодых девушек из малоимущих семей и сирот; здесь их обучали до 20-летнего возраста. В 1847 году на месте Дома трудолюбия в дань памяти Елизаветы Алексеевны открывается Елизаветинское училище, которое осуществляло обучение девушек. Обучали в Елизаветинском училище (в дальнейшем — институте) на безвозмездной основе дочерей обер-офицеров и чиновников не выше титулярного советника, для остальных образование предоставлялось на платной основе.
В 1917 году была проведена реформа, которая ознаменовалась открытием Московского областного педагогического техникума. Он просуществовал до 1930 года и выполнял роль обеспечения Москвы и прилегающих к ней областей учителями. В 1931 году техникум был преобразован в Московский областной педагогический институт и с 1957 по 1991 носил имя Н. К. Крупской (МОПИ).
В 1991 году МОПИ имени Н. К. Крупской преобразован в Московский педагогический университет (МПУ).
С 2002 года университет преобразован в Московский государственный областной университет (МГОУ). В 2022 году здесь обучалось более 10 тысяч студентов.
29 сентября 2022 года МГОУ был передан в федеральную собственность в ведение Министерства просвещения и 21 ноября того же года переименован в ФГБОУ ВО «Московский государственный областной педагогический университет» (МГОПУ).
14 февраля 2023 года приказом Министерства просвещения Российской Федерации № 94 федеральное государственное бюджетное образовательное учреждение высшего образования «Московский государственный областной педагогический университет» переименовано в федеральное государственное бюджетное образовательное учреждение высшего образования «Государственный университет просвещения». С 2024 года введена должность президента университета. Им стал Борис Пастерович Мартиросян.
Ногинский филиал

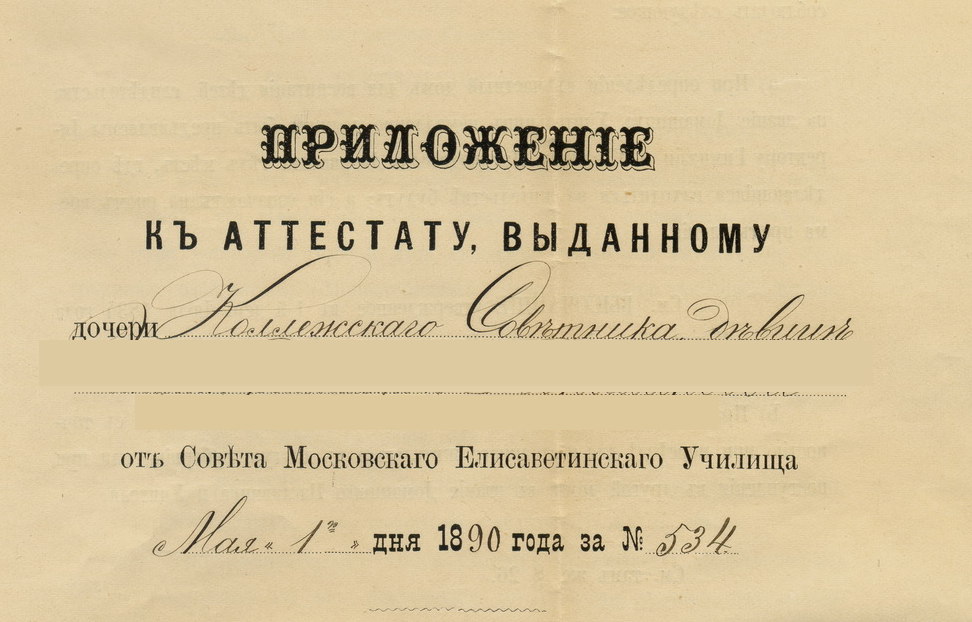
Аттестат Елизаветинского института (1890)

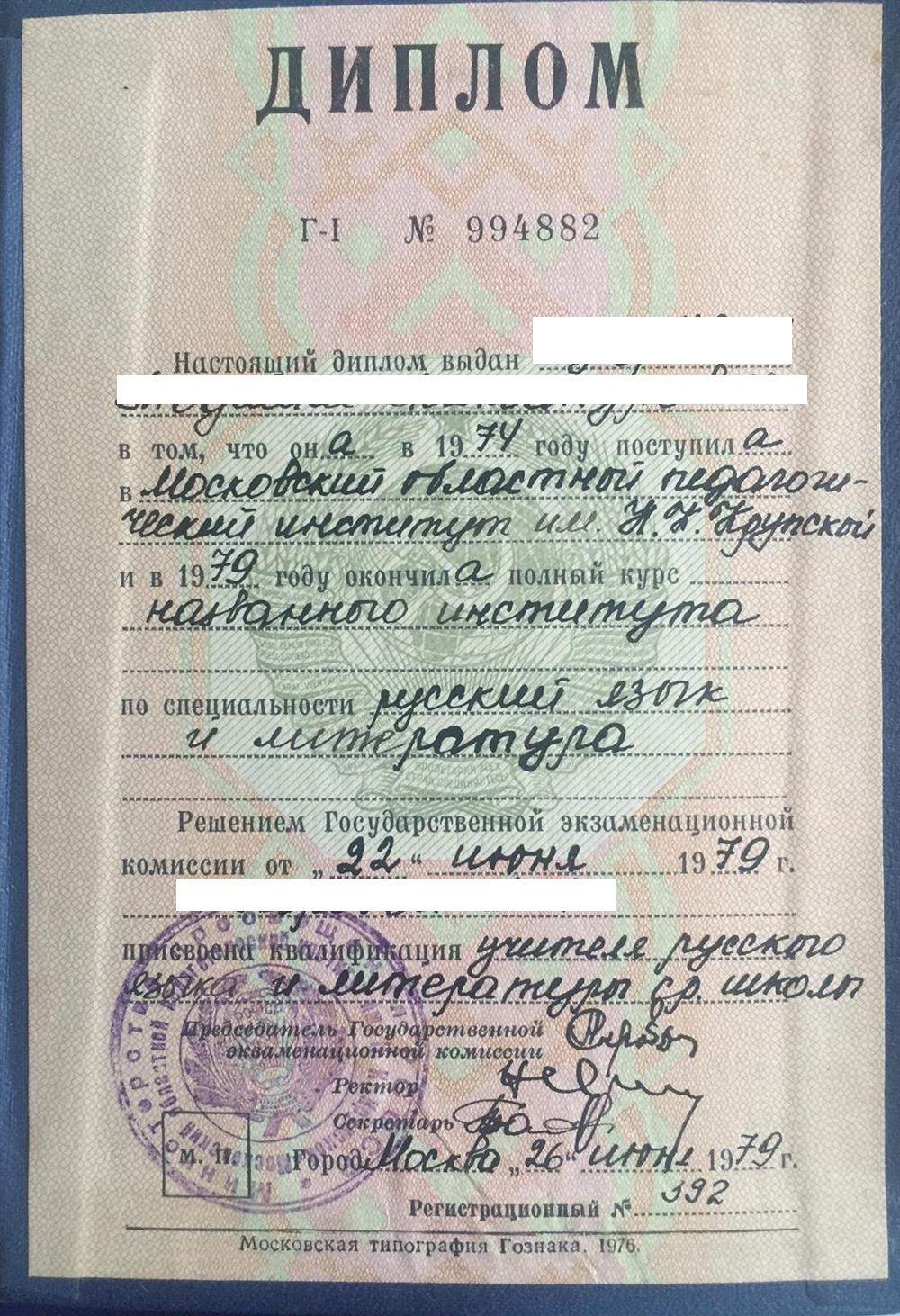
Диплом МОПИ имени Крупской (1979)

18 декабря 1911 года собрание рассмотрело и утвердило проект нового реального училища для расширения количества обучающихся, создателем проекта был инженер К. А. Карасёв. Предполагалось расширение на 310 человек. В апреле 1912 года были начаты работы по закладке здания и к наступлению холодов проект был завершён, однако первые обучающиеся вошли в стены здания только в 1913 году.
26 декабря 1919 года В. И. Ленин подписал декрет «О ликвидации неграмотности среди населения РСФСР», который обязывал всё население советской республики в возрасте от 8 и до 50 лет обучаться грамоте на родном или русском языке. В 1921 году на базе учебного заведения был создан Богородский педагогический техникум имени К. А. Тимирязева.

## Институты и факультеты университета

### Институт лингвистики и межкультурной коммуникации
Лингвистический факультет
- Кафедра теории языка, англистики и прикладной лингвистики
- Кафедра индоевропейских и восточных языков
- Кафедра переводоведения и когнитивной лингвистики

Факультет романо-германских языков
- Кафедра английской филологии
- Кафедра германской и романской филологии
- Кафедра методики преподавания иностранных языков

### Историко-филологический институт
Факультет истории, политологии и права
- Кафедра по развитию просветительской деятельности Российского общества «Знание»
- Кафедра истории России
- Кафедра всеобщей истории
- Кафедра методики преподавания истории и обществознания
- Кафедра политологии и права

Факультет русской филологии
- Кафедра русского языка как иностранного
- Кафедра русской и зарубежной литературы
- Кафедра современного русского языка имени профессора П. А. Леканта
- Кафедра славистики, общего языкознания и культуры коммуникации
- Кафедра методики преподавания русского языка и литературы

### Институт экономики, управления и права
Экономический факультет
- Кафедра государственных закупок, менеджмента и государственного управления
- Кафедра профессионального и технологического образования
- Кафедра финансово-экономического и бизнес-образования

Юридический факультет
- Кафедра уголовного права, уголовного процесса и криминалистики
- Кафедра конституционного и гражданского права

### Физико-математический факультет
- Кафедра фундаментальной физики и нанотехнологии
- Кафедра высшей алгебры, математического анализа и геометрии
- Кафедра вычислительной математики и информационных технологий

### Факультет изобразительного искусства и народных ремесел
- Кафедра рисунка и живописи
- Кафедра теории и методики преподавания изобразительного искусства
- Кафедра дизайна и народных художественных ремесел

### Факультет физической культуры и спорта
- Кафедра спортивных дисциплин
- Кафедра современных оздоровительных технологий и адаптивной физической культуры
- Кафедра теории и методики физического воспитания и спорта

### Факультет психологии
- Кафедра психологии труда и психологического консультирования
- Кафедра социальной и педагогической психологии

### Факультет дошкольного, специального и начального образования
- Кафедра дошкольного образования
- Кафедра начального образования
- Кафедра логопедии
- Кафедра специальной педагогики и комплексной психолого-педагогической реабилитации

### Факультет безопасности жизнедеятельности
- Кафедра безопасности жизнедеятельности и методики обучения
- Кафедра основ военной подготовки

### Факультет естественных наук
- Кафедра методики преподавания химии, биологии, экологии и географии
- Кафедра географии, геоэкологии и природопользования
- Кафедра общей биологии и биоэкологии
- Кафедра теоретической и прикладной химии
- Кафедра физиологии, экологии человека и медико-биологических знаний

### Медицинский факультет
- Кафедра фундаментальных медицинских дисциплин
- Кафедра терапии
- Кафедра хирургии

### Общеуниверситетские кафедры
- Кафедра иностранных языков
- Кафедра педагогики и современных образовательных технологий
- Кафедра физического воспитания
- Кафедра философии

### Научные подразделения
- Управление докторантуры и аспирантуры (отдел подготовки научных и научно-педагогических кадров, Отдел сопровождения и развития программ аспирантуры).
- Отдел по изданию научного журнала «Вестник МГОУ».
- Ресурсный центр русского языка.
- Областной центр сопровождения замещающих семей.
- Библиотека.
- Служба психологической поддержки.
- Информационно-издательское управление (редакционно-издательский отдел, отдел допечатной подготовки, отдел оперативной печати).
- Духовно-просветительский центр имени просветителей славянских Кирилла и Мефодия.
- Отдел развития научно-академического сотрудничества.
- Институт повышения квалификации и профессиональной переподготовки.

## Руководство
Ректоры Московского областного педагогического института имени Н.К. Крупской
- Сераев Николай Александрович (1974—1990)
- Хроменков Николай Александрович (1990—1991)

Ректоры Московского педагогического университета
- Хроменков Николай Александрович (1991—1998)
- Рябушкин Борис Сергеевич (1998—2002)

Ректоры Московского государственного областного университета
- Рябушкин Борис Сергеевич (2002—2003)
- Пасечник, Владимир Васильевич (2003—2011)
- Хроменков Павел Николаевич (2011—2018)
- Запалацкая Вероника Станиславовна (2018—2020, и.о. ректора)
- Певцова Елена Александровна (2020—2022)

Ректоры Московского государственного областного педагогического университета
- Кокоева Ирина Александровна (2022—2023, и.о. ректора)

Ректоры Государственного университета просвещения
- Кокоева Ирина Александровна (2023—2024, и.о. ректора)
- Наумова Наталия Александровна (2024—настоящее время)

## Вестник МГОУ
С 1998 года в университете стал выпускаться научный журнал «Вестник МГОУ». Журнал включён в Перечень ведущих рецензируемых научных журналов Российской Федерации. Журнал публикуется и в электронной версии на официальном сайте университета. В «Вестнике МГОУ» помещаются статьи не только работников МГОУ, но и работников других научных и образовательных учреждений России и зарубежных стран. Издательство научного журнала имеет собственную типографию, в которой также печатаются учебные пособия для студентов МГОУ.
- Вестник МГОУ. Серия «Юриспруденция»
- Вестник МГОУ. Серия «Экономика»
- Вестник МГОУ. Серия «Физика-математика»
- Вестник МГОУ. Серия «Русская филология»
- Вестник МГОУ. Серия «Психологические науки»
- Вестник МГОУ. Серия «Педагогика»
- Вестник МГОУ. Серия «Лингвистика»
- Вестник МГОУ. Серия «История и политические науки»
- Вестник МГОУ. Серия «Философские науки»
- Географическая среда и живые системы

### Критика
Согласно данным «Диссеропедии российских журналов» «Вестник Московского государственного областного университета (электронное издание)», «Вестник Московского государственного областного университета. Серия: Экономика», «Вестник Московского государственного областного университета. Серия: Педагогика», «Вестник Московского государственного областного университета. Серия: Юриспруденция», «Вестник Московского государственного областного университета. Серия: История и политические науки» являются журналами, имеющими различные значительные нарушения в редакционной политике.

## Библиотека
Библиотека ГУП была основана в 1931 году на базе книжного фонда бывшего Московского педагогического техникума им. Профинтерна. В настоящее время фонды библиотеки насчитывают около миллиона экземпляров. Библиотека имеет отделы и филиалы в пяти учебных корпусах в разных концах города и читальный зал в студенческом общежитии (ул. Ленская). Фонды библиотеки являются собственностью ГУП и доступны пользователям через систему читальных залов, абонементов.
Электронный читальный зал библиотеки ГУП является частью библиотеки ГУП и предназначен для использования читателями библиотеки электронных библиотечных ресурсов (учебных мультимедиа-курсов, баз данных на электронных носителях, электронного каталога, удалённых ресурсов в Интернет-сети), а также для работы со справочно-правовыми системами Гарант и КонсультантПлюс. Доступ к электронным ресурсам библиотеки имеется во всех филиалах и структурных подразделениях библиотеки ГУП. Электронные ресурсы Библиотеки ГУП включают в себя библиографические базы данных:
На 2022 год библиотека ГУП включает в себя 1,14 млн печатных и электронных изданий.